# NHL (1925/1926)
Sezon NHL 1925-1926 był dziewiątym sezonem ligi National Hockey League. Siedem zespołów rozegrało po 36 meczów. Mistrzostwo NHL czyli Prince of Wales Trophy zdobyła drużyna Montreal Maroons, a Puchar Stanleya zdobyła również drużyna Montreal Maroons. W tym sezonie z występów w lidze zrezygnowała drużyna Hamilton Tigers, a do ligi dołączyły zespoły Pittsburgh Pirates oraz New York Americans.

## Sezon zasadniczy
M = Mecze, W = Wygrane, P = Przegrane, R = Remisy, PKT = Punkty, GZ = Gole Zdobyte, GS = Gole Stracone, KwM = Kary w minutach
| Drużyna              | M  | W  | P  | R | PKT | GZ | GS  | KwM |
| -------------------- | -- | -- | -- | - | --- | -- | --- | --- |
| Ottawa Senators      | 36 | 24 | 8  | 4 | 52  | 77 | 42  | 341 |
| Montreal Maroons     | 36 | 20 | 11 | 5 | 45  | 91 | 73  | 554 |
| Pittsburgh Pirates   | 36 | 19 | 16 | 1 | 39  | 82 | 70  | 264 |
| Boston Bruins        | 36 | 17 | 15 | 4 | 38  | 92 | 85  | 279 |
| New York Americans   | 36 | 12 | 20 | 4 | 28  | 68 | 89  | 361 |
| Toronto St. Patricks | 36 | 12 | 21 | 3 | 27  | 92 | 114 | 325 |
| Montreal Canadiens   | 36 | 11 | 24 | 1 | 23  | 79 | 108 | 458 |

### Najlepsi strzelcy
| Zawodnik       | Drużyna              | Mecze | Bramki | Asysty | Punkty |
| -------------- | -------------------- | ----- | ------ | ------ | ------ |
| Nels Stewart   | Montreal Maroons     | 36    | 34     | 8      | 42     |
| Cy Denneny     | Ottawa Senators      | 36    | 24     | 12     | 36     |
| Carson Cooper  | Boston Bruins        | 36    | 28     | 3      | 31     |
| Jimmy Herberts | Boston Bruins        | 36    | 26     | 5      | 31     |
| Howie Morenz   | Montreal Canadiens   | 31    | 23     | 3      | 26     |
| Jack Adams     | Toronto St. Patricks | 36    | 21     | 5      | 26     |
| Aurel Joliat   | Montreal Canadiens   | 35    | 17     | 9      | 26     |
| Billy Burch    | New York Americans   | 36    | 22     | 3      | 25     |
| Hooley Smith   | Ottawa Senators      | 28    | 16     | 9      | 25     |
| Frank Nighbor  | Ottawa Senators      | 35    | 12     | 13     | 25     |

## Playoffs

### Prince of Wales Trophy
Pittsburgh Pirates – Montreal Maroons
| Data     | Drużyna            | Bramki | Drużyna          | Bramki |
| -------- | ------------------ | ------ | ---------------- | ------ |
| Marca 8  | Pittsburgh Pirates | 1      | Montreal Maroons | 3      |
| Marca 11 | Pittsburgh Pirates | 3      | Montreal Maroons | 3      |

Montreal wygrał bramkami 6-4
Montreal Maroons – Ottawa Senators
| Data     | Drużyna          | Bramki | Drużyna         | Bramki |
| -------- | ---------------- | ------ | --------------- | ------ |
| Marca 25 | Montreal Maroons | 1      | Ottawa Senators | 1      |
| Marca 27 | Montreal Maroons | 1      | Ottawa Senators | 0      |

Montreal wygrał bramkami 2-1 i zdobył Prince of Wales Trophy

### Finał Pucharu Stanleya
Victoria Cougars – Montreal Maroons
| Data       | Wyjazd           | Bramki | Dom              | Bramki |
| ---------- | ---------------- | ------ | ---------------- | ------ |
| Marca 30   | Victoria Cougars | 0      | Montreal Maroons | 3      |
| Kwietnia 1 | Victoria Cougars | 0      | Montreal Maroons | 3      |
| Kwietnia 3 | Victoria Cougars | 3      | Montreal Maroons | 2      |
| Kwietnia 6 | Victoria Cougars | 0      | Montreal Maroons | 2      |

Montreal Maroons wygrał 3-1 i zdobył Puchar Stanleya

## Nagrody
| Hart Memorial Trophy:      | Nels Stewart, Montreal Maroons |
| Lady Byng Memorial Trophy: | Frank Nighbor, Ottawa Senators |